# Илменау
Илменау (њем. Ilmenau) је универзитетски град у њемачкој савезној држави Тирингија. Једно је од 44 општинска средишта округа Илм. Налази се 33 km јужно од престонице Тирингије — Ерфурта. Посједује регионалну шифру (AGS) 16070029. Град се први пут помиње 1273. године. Град је опевао Гете, велики немачки песник у истоименој песми.

## Географија
Град се налази на надморској висини од 500 метара. Површина општине износи 62,6 km².

## Становништво
У самом граду је, према процјени из 2010. године, живјело 25.984 становника. Просјечна густина становништва износи 415 становника/km².

## Међународна сарадња
| Мјесто   | Држава    | Врста сарадње | Од    |
| -------- | --------- | ------------- | ----- |
| Шладминг | Аустрија  | контакт       | 2004. |
|          | Румунија  | партнерство   | 1997. |
|          | САД       | партнерство   | 2000. |
| Авињон   | Француска | контакт       | 2000. |
| Извор    |           |               |       |